# Biblioteca de Asturias "Ramón Pérez de Ayala"
La Biblioteca de Asturias "Ramón Pérez de Ayala" es una biblioteca autonómica, fundada en Oviedo (Asturias) en 1987, cuya principal función es la de recopilar, conservar y difundir la producción bibliográfica asturiana.

## Antecedentes
Fue en la época de la Ilustración cuando se empieza a pensar en crear en Asturias una Biblioteca asturiana. Sin embargo, hasta que Julio Somoza hizo una donación a la Universidad de Oviedo de los libros de su biblioteca asturianista, comenzado ya el siglo XX, no puede decirse que haya una biblioteca asturiana de carácter público exceptuando la hemeroteca asturiana que había conseguido reunir la Universidad desde finales del siglo anterior. Desgraciadamente, estas dos bibliotecas desaparecieron como consecuencia de los sucesos revolucionarios en Asturias en 1934. Más adelante se inicia la formación de la Biblioteca del Real Instituto de Estudios Asturianos (IDEA), creado en 1945.
La Biblioteca de Asturias se creó en 1987 como una superestructura de la Biblioteca Pública del Estado en Oviedo. Esta última había comenzado su andadura en 1942, cuando se instaló en una dependencia del Instituto Femenino de Enseñanza Media de Oviedo como una biblioteca más de las dependientes del Centro Coordinador de Bibliotecas de Asturias. En 1987 se integra en la Biblioteca de Asturias "Ramón Pérez de Ayala" con nivel orgánico de Sección.

## Funciones principales
- Recoger, conservar y difundir la mejor y mayor colección bibliográfica asturiana, a través de adquisiciones, donaciones, así como del Depósito Legal.

- Ejercer el control bibliográfico regional, en curso y retrospectivo. Merece destacarse, dentro de la función de ejercer el control bibliográfico en curso, la elaboración de Bibliografía asturiana, publicada en papel entre 1987 y 2000 y electrónicamente desde 2001, que en una primera fase recoge prácticamente todos los materiales recibidos a través del Depósito Legal desde 1958, y en fases sucesivas pretende integrar todo lo impreso en Asturias anteriormente al Depósito Legal, así como la obra de los autores asturianos y los documentos referidos a Asturias y publicados fuera de ella. En cuanto al control bibliográfico retrospectivo, la Biblioteca de Asturias ha coordinado distintos proyectos en el Principado.

- Establecer y mantener la cooperación con los servicios bibliotecarios de los distintos ámbitos.

- Disponer las acciones encaminadas para mantener a disposición del público la mejor y mayor colección universal dentro del Sistema Regional de Bibliotecas.

## El edificio y su historia
La Casa de Comedias, también llamada Teatro del Fontán se construyó poco después de 1666 ya que ese año sacó el Ayuntamiento a subasta las obras para un teatro que incluía palcos para el cabildo y las autoridades, y adjudicó las obras al arquitecto Ignacio de Cagigal. En 1799 se hizo una remodelación que dejó la zona del público en forma semicircular y en 1849 otra que lo convirtió en un teatro o coliseo para unas 600 personas.
El Ministerio de Cultura construyó el actual edificio en la plaza de Daoíz y Velarde, en la ciudad de Oviedo (Asturias), inicialmente destinado a la Biblioteca Pública del Estado. El edificio se ubica en la antigua casa de comedias del Fontán, un edificio del siglo XVII, contiguo al Palacio del Duque del Parque, de la que solamente se conservaba la fachada principal, en la que permaneció el escudo real en el centro y la Cruz de los Ángeles a su izquierda, pues como ya se había construido el Teatro Campoamor, al Ayuntamiento acordó su derribo en 1901. El proyecto del nuevo edificio, que respetó los elementos históricos conservados, se debió al arquitecto José Ramón Álvarez García, iniciándose su construcción en agosto de 1985 y siendo finalizada en septiembre de 1987. En los últimos meses de 2007 se realizaron obras en el interior del edificio para reorganizar la distribución de salas.